# Impellitteri
Impellitteri is een Amerikaanse heavymetalband, opgericht en aangevoerd door gitarist Chris Impellitteri.
Sinds de oprichting in 1987 bracht de band meer dan tien albums uit. De stijl van de band wordt meestal vergeleken met die van Racer X, terwijl Chris Impellitteri zelf ook wel met Yngwie Malmsteen wordt vergeleken.
De samenstelling van Impellitteri veranderde in de loop van de jaren en de band had drie lead singers: Rob Rock, Graham Bonnet en Curtis Skelton (2003-2008). In 2009 bracht Impellitteri het nieuwe album Wicked Maiden uit, opnieuw met Rob Rock als zanger.

## Discografie

### Studioalbums
- Stand in Line (1988)
- Grin and Bear It (1992)
- Answer to the Master (1994)
- Screaming Symphony (1996)
- Eye of the Hurricane (1997)
- Crunch (2000)
- System X (2002)
- Pedal to the Metal (2004)
- Wicked Maiden (2009)

### Ep's
- Impellitteri (1987)
- Victim of the System (1993)

### Compilatiealbums
- The Very Best of Impellitteri: Faster Than the Speed of Light (2002)